# Takuya Igarashi
Takuya Igarashi (五十嵐 卓哉 Igarashi Takuya?) es un director, animador, guionista y guionista gráfico de anime japonés. En ocasiones, trabaja bajo el nombre de Jūgo Kazayama (風山 十五 Kazayama Jūgo?). Es mejor conocido por su trabajo en series como Ojamajo Doremi, Bishōjo Senshi Sailor Moon, Ouran High School Host Club, Soul Eater, y Bungō Stray Dogs entre otras.

## Biografía
Igarashi nació el 21 de diciembre de 1965 en la Prefectura de Saitama, Japón. Después de graduarse de la escuela secundaria, Igarashi ingresó a Studio G7. A través de una asignación temporal, comenzó a trabajar en Toei Dōga (actualmente Toei Animation), y más tarde pasó a formar parte oficialmente del estudio. En Toei, trabajó bajo la dirección de Jun'ichi Satō, participando principalmente en obras dirigidas al público femenino. En la serie Bishōjo Senshi Sailor Moon, donde Satō fue director de la primera y segunda temporada, Igarashi asumió el rol de director de la serie en la quinta temporada. En Ojamajo Doremi, compartió el puesto de director de la serie con Satō en la primera temporada, y tras la retirada de Satō, Igarashi continuó como director de la serie hasta la cuarta y última temporada.
Tras dejar Toei, Igarashi comenzó a trabajar como autónomo, dirigiendo principalmente obras del estudio Bones, como Ouran High School Host Club, Soul Eater, Star Driver: Kagayaki no Takuto, Captain Earth, y Bungō Stray Dogs. En la mayoría de sus proyectos como director, ha formado una estrecha colaboración con el guionista Yōji Enokido, quien se ha encargado de la composición de la serie y los guiones.

## Trabajos

### Series de televisión
Destaca papeles con funciones de dirección de series.
     Destaca papeles con funciones de asistente de dirección o supervisión.
| Año  | Título                                   | Director(es)                                      | Estudio        | Funciones | Refs.  |
| ---- | ---------------------------------------- | ------------------------------------------------- | -------------- | --- | ------ |
| 1986 | Saint Seiya                              | Kōzō Morishita (#1-73) Kazuhito Kikuchi (#74-114) | Toei Animation | Director de episodios asistente (#14, 20, 25, 31) Asistente de gestión de producción (#34)                                                                     | [ 14 ] |
| 1989 | Madō King Granzort                       | Shūji Iuchi                                       | Sunrise        | Asistente de gestión de producción (#13, 18, 23) | [ 15 ] |
| 1990 | Mōretsu Atarō                            | Jun'ichi Satō                                     | Toei Animation | Director de episodios asistente (#2, 6, 10, 14-20, 24, 26, 28, 32, 34)                                                                                         | [ 16 ] |
| 1991 | Kingyo Chūihō!                           | Jun'ichi Satō                                     | Toei Animation | Director de episodios asistente (#1-7, 8, 11-12, 15-31, 35-45, 50) Asistente de gestión de producción (#54) Guionista gráfico (#32)                            | [ 17 ] |
| 1992 | Bishōjo Senshi Sailor Moon               | Jun'ichi Satō                                     | Toei Animation | Director de episodios asistente (#4, 8, 12, 17, 21, 24, 35, 42) Asistente de gestión de producción (#4, 8, 12, 17, 21) Guionista gráfico (#24, 35, 42)         | [ 18 ] |
| 1993 | Bishōjo Senshi Sailor Moon R             | Jun'ichi Satō (#1-13) Kunihiko Ikuhara (#14-43)   | Toei Animation | Director de episodios (#52, 65, 75, 88) Guionista gráfico (#52, 65, 75, 88)                                                                                    | [ 19 ] |
| 1994 | Bishōjo Senshi Sailor Moon S             | Kunihiko Ikuhara                                  | Toei Animation | Director asistente (#92, 97, 106, 115, 121, 124) Director de episodios (#106, 115, 121, 124) Guionista gráfico (#106, 115, 121) Avance de producción (#12, 28) | [ 20 ] |
| 1995 | Bishōjo Senshi Sailor Moon SuperS        | Kunihiko Ikuhara                                  | Toei Animation | Director de episodios (#141, 151, 156, 164) Guionista gráfico (#141, 151, 156, 164)                                                                            | [ 21 ] |
| 1996 | Bishōjo Senshi Sailor Moon: Sailor Stars | Takuya Igarashi                                   | Toei Animation | Director de episodios (#167, 173, 180, 187, 193, 200) Guionista gráfico (#167, 173, 180, 187, 193, 200)                                                        | [ 5 ]  |
| 1997 | Cutie Honey F                            | Noriyo Sasaki                                     | Toei Animation | Director de episodios (#7, 18, 24, 30, 35) Guionista gráfico (#7, 18, 24, 30, 35)                                                                              | [ 22 ] |
| 1997 | Shōjo Kakumei Utena                      | Kunihiko Ikuhara                                  | J.C.Staff      | Guionista (#19) Director de episodios (#9, 19) Guionista gráfico (#9, 19, 25, 30, 37)                                                                          | [ 23 ] |
| 1997 | Yume no Crayon Ōkoku                     | Jun'ichi Satō                                     | Toei Animation | Director de episodios (#51, 60) Guionista gráfico (#51, 60) | [ 24 ] |
| 1998 | Fushigi Mahō Fun Fun Pharmacy            | Yukio Kaizawa                                     | Toei Animation | Director de episodios (#2, 5, 8, 15, 20, 24, 27, 30, 35, 38, 43, 46) Guionista gráfico (#2, 5, 8, 15, 20, 24, 27, 30, 35, 38, 43)                              | [ 25 ] |
| 1999 | Ojamajo Doremi                           | Jun'ichi Satō Takuya Igarashi                     | Toei Animation | Director Director de episodios (#4, 9, 15, 20, 25, 30, 36, 45) Guionista gráfico (#4, 9, 15, 20, 25, 30, 36, 45)                                               | [ 6 ]  |
| 1999 | Tenshi ni Narumon!                       | Hiroshi Nishikiori                                | Pierrot        | Guionista gráfico (#6, 24) | [ 26 ] |
| 2000 | Ojamajo Doremi Sharp                     | Takuya Igarashi                                   | Toei Animation | Director Director de episodios (#1, 9, 40; ED 1) Guionista gráfico (#1, 40)                                                                                    | [ 27 ] |
| 2001 | Motto! Ojamajo Doremi                    | Takuya Igarashi                                   | Toei Animation | Director Director de episodios (#1, 15) Guionista gráfico (#1, 15, 25, 34, 45)                                                                                 | [ 28 ] |
| 2002 | Ojamajo Doremi Dokkaan!                  | Takuya Igarashi                                   | Toei Animation | Director Director de episodios (#1, 9, 23, 31, 38, 41, 51) Guionista gráfico (#1, 9, 23, 31, 38, 41, 51)                                                       | [ 29 ] |
| 2003 | Ashita no Nadja                          | Takuya Igarashi                                   | Toei Animation | Director Director de episodios (#1, 13, 24, 38, 44, 50) Guionista gráfico (#1, 13, 24, 38, 44, 50)                                                             | [ 30 ] |
| 2004 | Futari wa Precure                        | Daisuke Nishio                                    | Toei Animation | Director de episodio (#8) Guionista gráfico (#8) | [ 31 ] |
| 2005 | Mushishi                                 | Hiroshi Nagahama                                  | Artland        | Director de episodio (#11) Guionista gráfico (#11, 24) | [ 32 ] |
| 2006 | Futari wa Precure: Splash☆Star           | Toshiaki Komura                                   | Toei Animation | Guionista gráfico (#ED 1) | [ 33 ] |
| 2006 | Ouran High School Host Club              | Takuya Igarashi                                   | Bones          | Director Director de episodios (#1-2, 13, 26) Guionista gráfico (#1, 8, 13, 26)                                                                                | [ 8 ]  |
| 2007 | Darker than Black: Kuro no Keiyakusha    | Tensai Okamura                                    | Bones          | Guionista gráfico (#7-8, 15, 19) | [ 34 ] |
| 2008 | Soul Eater                               | Takuya Igarashi                                   | Bones          | Director Director de episodios (#1, 51) Guionista gráfico (#1, 4, 6, 15, 39, 51)                                                                               | [ 9 ]  |
| 2009 | Fullmetal Alchemist: Brotherhood         | Yasuhiro Irie                                     | Bones          | Director de episodio (#OP 2) Guionista gráfico (#OP 2) | [ 35 ] |
| 2009 | Darker than Black: Ryūsei no Gemini      | Tensai Okamura                                    | Bones          | Guionista gráfico (#4) | [ 36 ] |
| 2010 | Star Driver: Kagayaki no Takuto          | Takuya Igarashi                                   | Bones          | Director Director de episodio (#25) Guionista gráfico (#1, 22, 25)                                                                                             | [ 10 ] |
| 2011 | Ao no Exorcist                           | Tensai Okamura                                    | A-1 Pictures   | Guionista gráfico (#21) | [ 37 ] |
| 2011 | Un-Go                                    | Seiji Mizushima                                   | Bones          | Guionista gráfico (#6) | [ 38 ] |
| 2012 | Eureka Seven AO                          | Tomoki Kyoda                                      | Bones          | Guionista gráfico (#10) | [ 39 ] |
| 2014 | Captain Earth                            | Takuya Igarashi                                   | Bones          | Director Director de episodio (#25) Guionista gráfico (#1-2, 5, 8, 13, 18, 22-23, 25)                                                                          | [ 11 ] |
| 2015 | Show by Rock!!                           | Takahiro Ikezoe                                   | Bones          | Guionista gráfico (#6) | [ 40 ] |
| 2015 | Classroom☆Crisis                         | Kenji Nagasaki                                    | Lay-duce       | Guionista gráfico (#3) | [ 41 ] |
| 2015 | Noragami Aragoto                         | Kōtarō Tamura                                     | Bones          | Guionista gráfico (#6) | [ 42 ] |
| 2016 | Bungō Stray Dogs                         | Takuya Igarashi                                   | Bones          | Director Director de episodios (#1-2) Guionista gráfico (#1-2, 6-7)                                                                                            | [ 12 ] |
| 2016 | Bungō Stray Dogs 2                       | Takuya Igarashi                                   | Bones          | Director Director de episodio (#24) Guionista gráfico (#13-16, 24)                                                                                             | [ 43 ] |
| 2017 | Fate/Apocrypha                           | Yoshiyuki Asai                                    | A-1 Pictures   | Guionista gráfico (#5) | [ 44 ] |
| 2019 | Bungō Stray Dogs 3                       | Takuya Igarashi                                   | Bones          | Director Director de episodio (#37) Guionista gráfico (#26-28, 37) Director de unidad asistente (#OP)                                                          | [ 45 ] |
| 2021 | SK∞ the Infinity                         | Hiroko Utsumi                                     | Bones          | Guionista gráfico (#3, 5-6, 12) | [ 46 ] |
| 2023 | Bungō Stray Dogs 4                       | Takuya Igarashi                                   | Bones          | Director Guionista gráfico (#38-40) | [ 47 ] |
| 2023 | Bungō Stray Dogs 5                       | Takuya Igarashi                                   | Bones          | Director Guionista gráfico (#52, 61) | [ 48 ] |
| 2024 | Metallic Rouge                           | Motonobu Hori                                     | Bones          | Guionista gráfico (#12) | [ 49 ] |

### Películas
Destaca papeles con funciones de dirección de series.
     Destaca papeles con funciones de asistente de dirección o supervisión.
| Año  | Título                                         | Director(es)              | Estudio        | Funciones                  | Refs.  |
| ---- | ---------------------------------------------- | ------------------------- | -------------- | -------------------------- | ------ |
| 1990 | Akuma-kun: Yōkoso Akuma Land e!!               | Jun'ichi Satō             | Toei Animation | Director asistente         | [ 50 ] |
| 1992 | Kingyo Chūihō! The Movie                       | Jun'ichi Satō             | Toei Animation | Director asistente         | [ 51 ] |
| 1993 | Bishōjo Senshi Sailor MoonR: The Movie         | Kunihiko Ikuhara          | Toei Animation | Director asistente         | [ 52 ] |
| 1999 | Shōjo Kakumei Utena: Adolescence Mokushiroku   | Kunihiko Ikuhara          | J.C.Staff      | Guionista gráfico          | [ 53 ] |
| 2000 | Ojamajo Doremi Sharp Movie                     | Takuya Igarashi           | Toei Animation | Director                   | [ 54 ] |
| 2005 | Konjiki no Gash Bell!!: Mecha Vulkan no Raishū | Takuya Igarashi           | Toei Animation | Director                   | [ 55 ] |
| 2013 | Star Driver the Movie                          | Takuya Igarashi           | Bones          | Director Guionista gráfico | [ 56 ] |
| 2018 | Bungō Stray Dogs: Dead Apple                   | Takuya Igarashi           | Bones          | Director                   | [ 57 ] |
| 2020 | Majo Minarai wo Sagashite                      | Jun'ichi Satō Yū Kamatani | Toei Animation | Guionista gráfico          | [ 58 ] |

### OVAs
Destaca papeles con funciones de dirección de series.
     Destaca papeles con funciones de asistente de dirección o supervisión.
| Año  | Título                                                | Director(es)                                                                    | Estudio        | Funciones                                                               | Refs.  |
| ---- | ----------------------------------------------------- | ------------------------------------------------------------------------------- | -------------- | ----------------------------------------------------------------------- | ------ |
| 1990 | Kimama ni Idol                                        | Jun'ichi Satō                                                                   | Toei Animation | Director asistente Asistente de gestión de producción                   | [ 59 ] |
| 1990 | Utsunomiko: Heaven Chapter                            | Tetsuo Imazawa] Atsutoshi Umezawa (#2, 6, 8, 11) Takao Yoshizawa (#3, 5, 9, 12) | Toei Animation | Director asistente (#2, 5)                                              | [ 60 ] |
| 2004 | Ojamajo Doremi Na-i-sho                               | Desconocido                                                                     | Toei Animation | Director de episodios (# 1, 5, 9, 13) Guionista gráfico (# 1, 5, 9, 13) | [ 61 ] |
| 2015 | Hitsugi no Chaika: Nerawareta Hitsugi/Yomigaeru Iseki | Sōichi Masui                                                                    | Bones          | Guionista gráfico                                                       | [ 62 ] |
| 2017 | Bungō Stray Dogs: Hitori Ayumu                        | Takuya Igarashi                                                                 | Bones          | Director                                                                | [ 63 ] |

### Especiales
| Año  | Título                                     | Director(es)     | Estudio        | Funciones                 | Refs.  |
| ---- | ------------------------------------------ | ---------------- | -------------- | ------------------------- | ------ |
| 1995 | Bishōjo Senshi Sailor Moon SuperS Specials | Kunihiko Ikuhara | Toei Animation | Director de episodio (#3) | [ 64 ] |